# Valentine Hall
Valentine „Vallie“ Gill Hall (* 12. November 1867 in New York; † 26. Oktober 1934 ebenda) war ein US-amerikanischer Tennisspieler.
Hall gewann 1888 an der Seite von Oliver Campbell den Doppeltitel bei den US-Meisterschaften. Nachdem er mit Campbell im folgenden Jahr seinen Titel nicht verteidigen konnte, gewann er 1890 erneut, diesmal an der Seite von Clarence Hobart. Zuletzt stand er 1892 im Doppelfinale der US-Meisterschaften, in diesem Jahr zusammen mit seinem Bruder Edward Hall.
Hall war ein Onkel von Eleanor Roosevelt, der Ehefrau des US-Präsidenten Franklin D. Roosevelt.

## Doppeltitel
| Nr. | Jahr | Turnier                          | Partner         | Finalgegner                      | Ergebnis                |
| --- | ---- | -------------------------------- | --------------- | -------------------------------- | ----------------------- |
| 1.  | 1888 | US-amerikanische Meisterschaften | Oliver Campbell | Clarence Hobart Edward MacMullen | 6:4, 6:2, 6:4           |
| 2.  | 1890 | US-amerikanische Meisterschaften | Clarence Hobart | Charles Carver John Ryerson      | 6:3, 4:6, 6:2, 2:6, 6:3 |